# Leptostomum squarrifolium
Leptostomum squarrifolium là một loài rêu trong họ Bryaceae. Loài này được E.B. Bartram mô tả khoa học đầu tiên năm 1953.